# Burgwartsberg

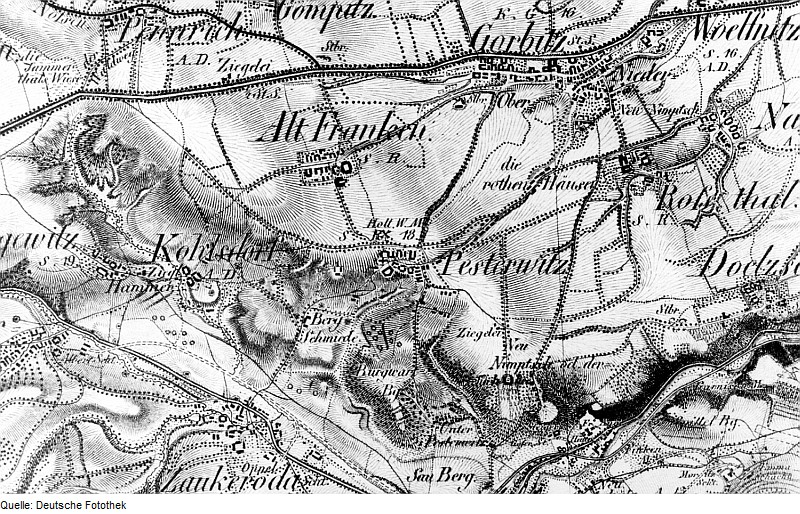
Karte von Pesterwitz aus dem Jahr 1821 mit dem Burgwartsberg in der Bildmitte unten

Der Burgwartsberg liegt auf der Flur von Pesterwitz, einer Ortschaft auf dem Gebiet der Stadt Freital im Landkreis Sächsische Schweiz-Osterzgebirge im Freistaat Sachsen. Der Flurname entstand erst im 19. Jahrhundert, als der Berg als Standort einer Burg im Zentrum des erstmals 1068 urkundlich genannten Burgwards Bvistrici angenommen wurde. Die Existenz eines „Burgwards Pesterwitz“ wurde jüngst von dem Historiker Manfred Kobuch in Zweifel gezogen. Der Sporn trug jedoch eine hochmittelalterliche Burg, deren Reste in Form von Gräben und Wällen erhalten blieben. Heute wird der Burgwartsberg zumeist als Standort der Burg Thorun angesehen, die 1206 geschleift wurde.

## Beschreibung

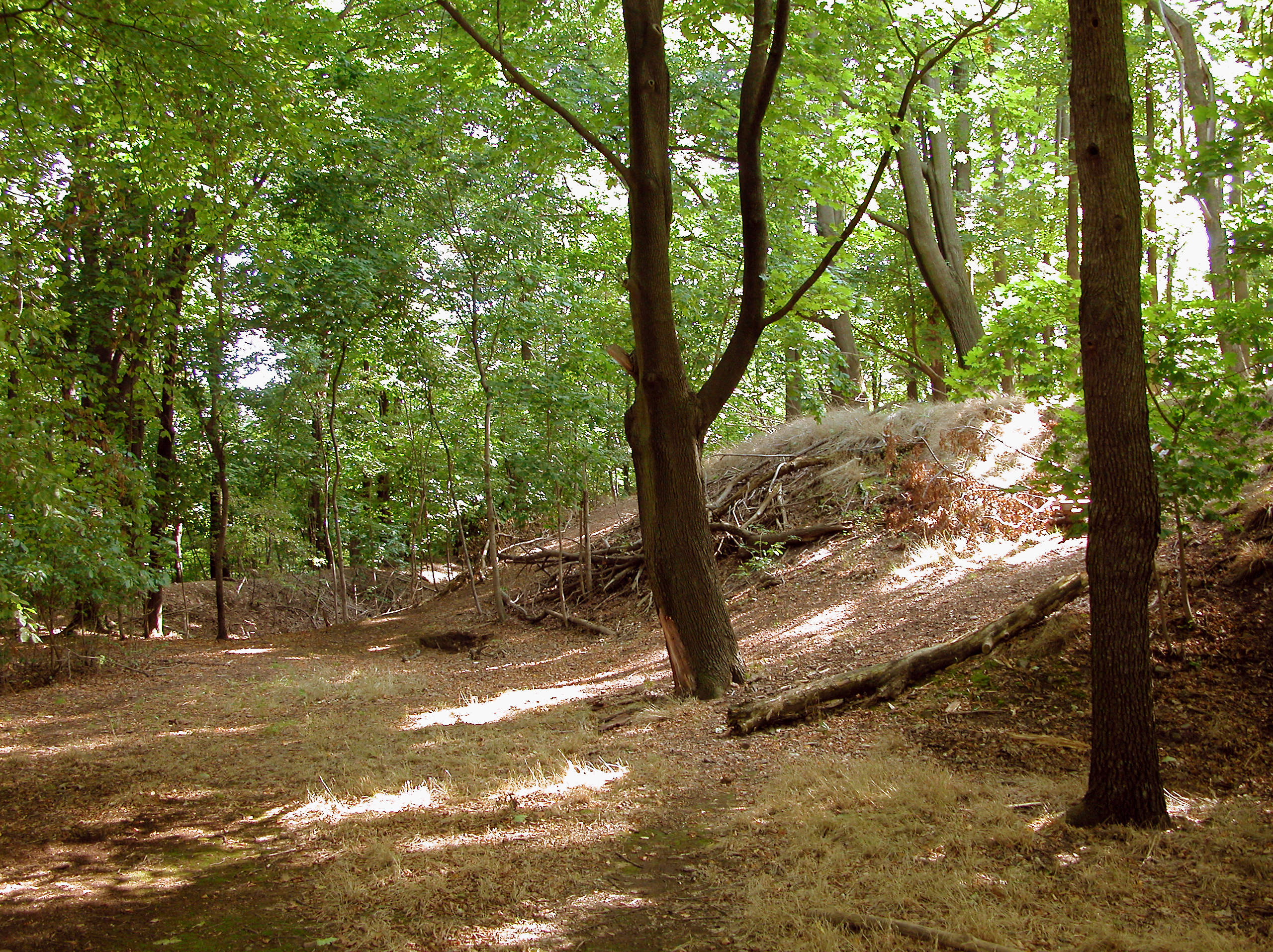
Reste des Castell Thorun auf dem Burgwartsberg

Der Burgwartsberg ist ein steiler, gestreckter Talsporn oberhalb des Weißeritztales. Der Sporn wurde mit einer Befestigung, deren Reste heute als Wall erscheinen, abgeriegelt. An der Südspitze ist ein doppelter Wall erhalten, der sich als einfacher Wall leicht hangabwärts versetzt am Nordhang entlangzieht. Ursprünglich dürfte er am Nordwestende der Burg den Sporn zur Hochfläche hin abgeriegelt haben, doch ist die Situation in jüngerer Zeit stark verändert und eingeebnet worden. Lediglich die Reste eines Halsgrabens sind hier noch zu erkennen. An der südöstlichen Hangpartie sind keine Wallreste erkennbar. Entweder sind diese abgestürzt oder es waren an dem sehr steilen Hang keine zusätzlichen Schutzmaßnahmen getroffen worden.
Bislang haben auf dem Burgwartsberg keine archäologischen Ausgrabungen stattgefunden und es sind keine Reste von eventuell einstmals vorhandenen Steingebäuden bekannt.

## Historische Bedeutung

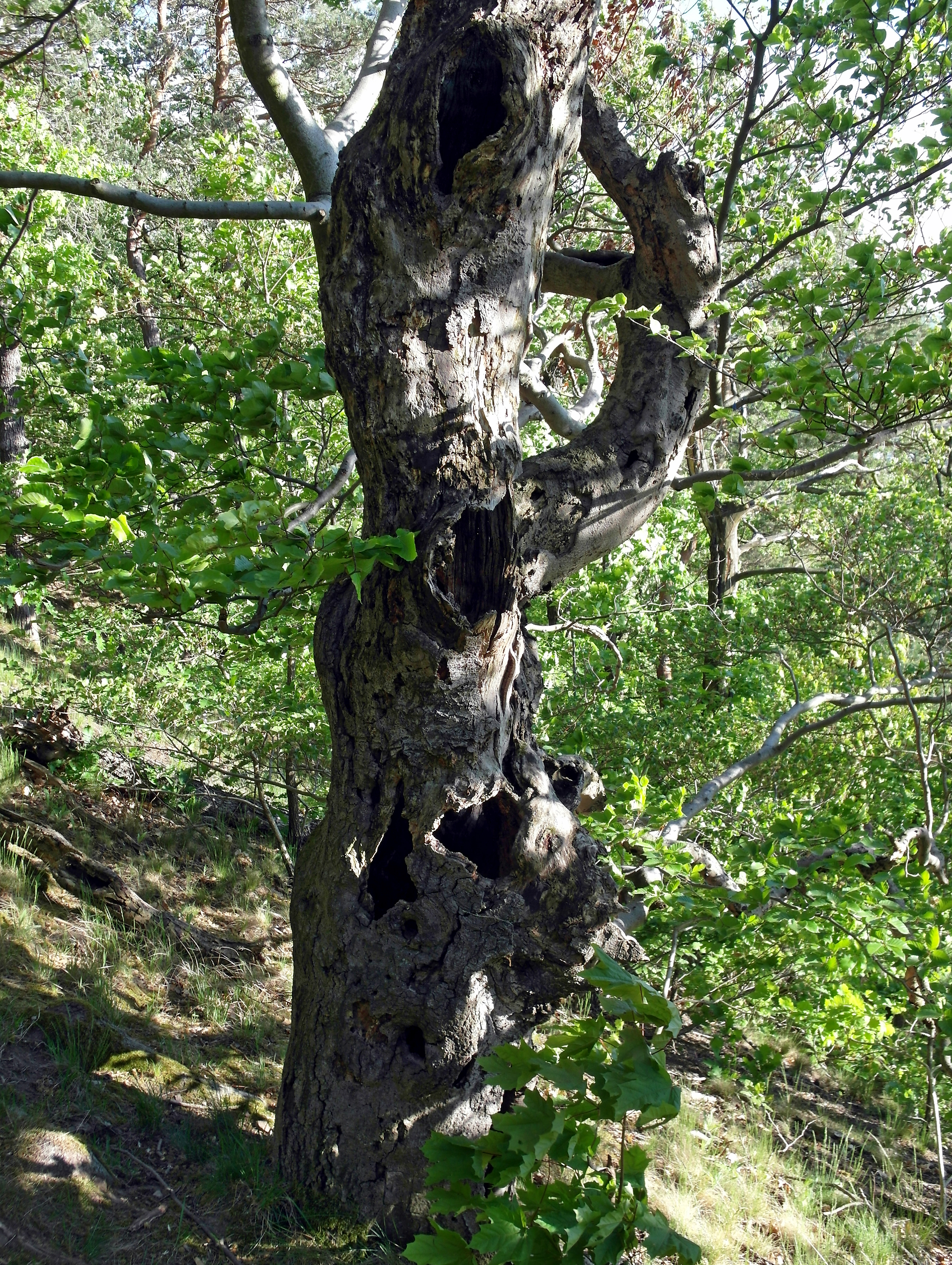
Landschaftsschutzgebiet Burgwartsberg

Seit dem 19. Jahrhundert wurde auf dem Burgwartsberg das befestigte Zentrum eines Burgwards vermutet. Ein solcher erscheint unter der Bezeichnung Bvistrici lediglich in einer 1068 ausgestellten Urkunde König Heinrichs IV. Der Name ist slawischen Ursprungs und tritt als Bystritza oder dessen Ableitungen häufig als Gewässer-, Flur- und Ortsname in Ostmitteleuropa auf. In dem Zusammenhang erscheint er mit an Sicherheit grenzender Wahrscheinlichkeit als Name des Flusses Weißeritz. Obwohl die anschließende Lokalisation des Burgwardmittelpunkts auf dem Burgwall in der Flur Pesterwitz sehr unsicher war, verfestigte sich diese Zuschreibung im Laufe der Zeit und führte auch zur Benennung des Berges und angrenzender Straßen. Der neue Flurname wurde in der örtlichen Überlieferung wenig später bereits als Beleg für die Richtigkeit dieser Annahme gewertet.
An der Stelle des bereits mit der Einführung der Burgwardorganisation in der zweiten Hälfte des 10. Jahrhunderts angelegten Burgwardmittelpunktes sollte vermutlich in den 1190er Jahren durch die Burggrafen von Dohna die Burg Thorun angelegt worden sein, die bereits 1206 als Ergebnis einer Gerichtsverhandlung wieder geschleift werden musste.
Auffällig war jedoch, dass archäologische Funde des 10., 11. und der ersten Hälfte des 12. Jahrhunderts ausblieben. 1997 sprach sich der sächsische Landeshistoriker Manfred Kobuch gegen die Lokalisierung des Burgwardmittelpunktes von Bvistrici auf dem Pesterwitzer Burgwartsberg aus. Die Reste der Befestigung werden seither nur noch mit der in der kurzen Zeit um 1200 belegten Burg Thorun in Zusammenhang gebracht.
Während des Zweiten Weltkrieges bestand Im Burgwartsberg ein Luftschutz-Stollen.